# Squash nos Jogos Pan-Americanos de 2023 - Equipes femininas
O torneio por equipes femininas do squash nos Jogos Pan-Americanos de 2023 foi disputado entre 3 e 5 de novembro de 2023 no Centro Esportivo de Raquetes, localizado no cluster do Estádio Nacional. Um total de 24 competidoras de 8 Comitês Olímpicos Nacionais (CON) participaram do evento.

## Calendário
Horário local (UTC−3).
| Data          | Hora  | Fase                                        |
| ------------- | ----- | ------------------------------------------- |
| 3 de novembro | 10:00 | Quartas de final                            |
| 4 de novembro | 10:00 | Classificação 5º–8º lugar                   |
| 4 de novembro | 12:15 | Semifinais                                  |
| 4 de novembro | 17:00 | Disputa pelo 5º lugar Disputa pelo 7º lugar |
| 5 de novembro | 10:00 | Final                                       |

## Medalhistas
|  | USA Estados Unidos                             |  | CAN Canadá                                |  | BAR Barbados                           |  | COL Colômbia                               |
|  | Amanda Sobhy Olivia Blatchford Olivia Fiechter |  | Nikole Todd Hollie Naughton Nicole Bunyan |  | Meagan Best Amanda Haywood Margot Prow |  | Catalina Peláez Laura Tovar Lucía Bautista |

## Resultados
As quartas de final foram realizadas em 3 de novembro, as semifinais em 4 de novembro e a final ocorreu em 5 de novembro de 2023. As perdedoras das semifinais garantiram automaticamente as medalhas de bronze.
|  | Quartas de final                    | Quartas de final                    | Quartas de final |  |  | Semifinal          | Semifinal          | Semifinal  |   |                    | Final              | Final | Final |
|  |                                     |                                     |                  |  |  |                    |                    |            |   |                    |                    |       |       |
|  | USA Estados Unidos                  | USA Estados Unidos                  | 2                |  |  |                    |                    |            |   |                    |                    |       |       |
|  | EAI Equipe de Atletas Independentes | EAI Equipe de Atletas Independentes | 0                |  |  | USA Estados Unidos | USA Estados Unidos | 2          |   |                    |                    |       |       |
|  | CHI Chile                           | CHI Chile                           | 0                |  |  | BAR Barbados       | BAR Barbados       | 0          |   |                    |                    |       |       |
|  | BAR Barbados                        | BAR Barbados                        | 2                |  |  |                    |                    |            |   | USA Estados Unidos | USA Estados Unidos | 2     |       |
|  | COL Colômbia                        | COL Colômbia                        | 2                |  |  |                    | CAN Canadá         | CAN Canadá | 0 |                    |                    |       |       |
|  | MEX México                          | MEX México                          | 1                |  |  | COL Colômbia       | COL Colômbia       | 0          |   |                    |                    |       |       |
|  | ECU Equador                         | ECU Equador                         | 0                |  |  | CAN Canadá         | CAN Canadá         | 3          |   |                    |                    |       |       |
|  | CAN Canadá                          | CAN Canadá                          | 3                |  |  |                    |                    |            |   |                    |                    |       |       |
|  |                                     |                                     |                  |  |  |                    |                    |            |   |                    |                    |       |       |
|  |                                     |                                     |                  |  |  |                    |                    |            |   |                    |                    |       |       |

|  | Classificação 5º–8º lugar           | Classificação 5º–8º lugar |   |                                     | Disputa pelo 5º lugar | Disputa pelo 5º lugar |  |
|  |                                     |                           |   |                                     |                       |                       |  |
|  |                                     |                           |   |                                     |                       |                       |  |
|  | EAI Equipe de Atletas Independentes | 1                         |   |                                     |                       |                       |  |
|  | CHI Chile                           | 2                         |   |                                     |                       |                       |  |
|  |                                     |                           |   |                                     |                       |                       |  |
|  |                                     |                           |   |                                     |                       |                       |  |
|  |                                     |                           |   |                                     | CHI Chile             | 0                     |  |
|  |                                     | MEX México                | 2 |                                     |                       |                       |  |
|  |                                     |                           |   |                                     |                       |                       |  |
|  |                                     |                           |   |                                     |                       |                       |  |
|  |                                     |                           |   |                                     | Disputa pelo 7º lugar |                       |  |
|  |                                     |                           |   |                                     |                       |                       |  |
|  | MEX México                          | 2                         |   | EAI Equipe de Atletas Independentes | 0                     |                       |  |
|  | ECU Equador                         | 1                         |   |                                     | ECU Equador           | 2                     |  |

### Quartas de final
| 3 de novembro 10:00 Relatório | Estados Unidos USA | 2 – 0 | EAI Equipe de Atletas Independentes |  |

|                   | Partidas individuais |       |                 |                         |
| Olivia Blatchford | Olivia Blatchford    | 3 – 0 | Winifer Bonilla | 11–0, 11–0, 11–0 (w.o.) |
| Amanda Sobhy      | Amanda Sobhy         | 3 – 0 | Tabita Gaitán   | 11–0, 11–3, 11–1        |
|                   |                      |       |                 |                         |
|                   |                      |       |                 |                         |
|                   |                      |       |                 |                         |

| 3 de novembro 10:00 Relatório | Chile CHI | 0 – 2 | BAR Barbados |  |

|                 | Partidas individuais |       |                |                  |
| Antonia Vera    | Antonia Vera         | 0 – 3 | Amanda Haywood | 8–11, 7–11, 6–11 |
| Ana María Pinto | Ana María Pinto      | 0 – 3 | Meagan Best    | 3–11, 4–11, 1–11 |
|                 |                      |       |                |                  |
|                 |                      |       |                |                  |
|                 |                      |       |                |                  |

| 3 de novembro 10:00 Relatório | Colômbia COL | 2 – 1 | MEX México |  |

|                 | Partidas individuais |       |               |                               |
| Catalina Peláez | Catalina Peláez      | 2 – 3 | Diana Gasca   | 12–10, 8–11, 9–11, 11–9, 6–11 |
| Laura Tovar     | Laura Tovar          | 3 – 0 | Diana García  | 13–11, 11–9, 11–9             |
| Lucía Bautista  | Lucía Bautista       | 3 – 1 | Luz Domínguez | 11–9, 11–7, 8–11, 11–7        |
|                 |                      |       |               |                               |
|                 |                      |       |               |                               |

| 3 de novembro 10:00 Relatório | Equador ECU | 0 – 3 | CAN Canadá |  |

|                  | Partidas individuais |       |                 |                   |
| Rafaela Albuja   | Rafaela Albuja       | 0 – 3 | Nikole Todd     | 2–11, 4–11, 3–11  |
| María Paula Moya | María Paula Moya     | 0 – 3 | Hollie Naughton | 10–12, 3–11, 3–11 |
| María Buenaño    | María Buenaño        | 0 – 2 | Nicole Bunyan   | 8–11, 8–11        |
|                  |                      |       |                 |                   |
|                  |                      |       |                 |                   |

### Classificação 5º–8º lugar
| 4 de novembro 10:00 Relatório | Equipe de Atletas Independentes EAI | 1 – 2 | CHI Chile |  |

|                 | Partidas individuais |       |                 |                   |
| Tabita Gaitán   | Tabita Gaitán        | 0 – 3 | Giselle Delgado | 2–11, 7–11, 7–11  |
| Winifer Bonilla | Winifer Bonilla      | 0 – 3 | Ana María Pinto | 8–11, 10–12, 9–11 |
| Darlyn Sandoval | Darlyn Sandoval      | 2 – 0 | Antonia Vera    | 11–9, 11–4        |
|                 |                      |       |                 |                   |
|                 |                      |       |                 |                   |

| 4 de novembro 10:00 Relatório | México MEX | 2 – 1 | ECU Equador |  |

|               | Partidas individuais |       |                  |                        |
| Luz Domínguez | Luz Domínguez        | 3 – 0 | María Buenaño    | 11–5, 11–5, 11–2       |
| Diana García  | Diana García         | 0 – 3 | María Paula Moya | 7–11, 8–11, 9–11       |
| Diana Gasca   | Diana Gasca          | 3 – 1 | Rafaela Albuja   | 11–8, 6–11, 11–6, 11–9 |
|               |                      |       |                  |                        |
|               |                      |       |                  |                        |

### Semifinal
| 4 de novembro 12:15 Relatório | Estados Unidos USA | 2 – 0 | BAR Barbados |  |

|                 | Partidas individuais |       |             |                  |
| Olivia Fiechter | Olivia Fiechter      | 3 – 0 | Margot Prow | 11–1, 11–8, 11–1 |
| Amanda Sobhy    | Amanda Sobhy         | 3 – 0 | Meagan Best | 11–4, 11–1, 11–6 |
|                 |                      |       |             |                  |
|                 |                      |       |             |                  |
|                 |                      |       |             |                  |

| 4 de novembro 12:15 Relatório | Colômbia COL | 0 – 3 | CAN Canadá |  |

|                 | Partidas individuais |       |                 |                         |
| Lucía Bautista  | Lucía Bautista       | 1 – 3 | Nicole Bunyan   | 6–11, 11–6, 10–12, 9–11 |
| Laura Tovar     | Laura Tovar          | 1 – 3 | Hollie Naughton | 11–9, 9–11, 6–11, 5–11  |
| Catalina Peláez | Catalina Peláez      | 0 – 2 | Nikole Todd     | 6–11, 7–11              |
|                 |                      |       |                 |                         |
|                 |                      |       |                 |                         |

### Disputa pelo 7º lugar
| 4 de novembro 17:00 Relatório | Equipe de Atletas Independentes EAI | 0 – 2 | ECU Equador |  |

|                 | Partidas individuais |       |                  |                          |
| Tabita Gaitán   | Tabita Gaitán        | 1 – 3 | María Buenaño    | 5–11, 10–12, 12–10, 6–11 |
| Winifer Bonilla | Winifer Bonilla      | 1 – 3 | María Paula Moya | 13–11, 6–11, 8–11, 8–11  |
|                 |                      |       |                  |                          |
|                 |                      |       |                  |                          |
|                 |                      |       |                  |                          |

### Disputa pelo 5º lugar
| 4 de novembro 17:00 Relatório | Chile CHI | 0 – 2 | MEX México |  |

|                 | Partidas individuais |       |               |                  |
| Giselle Delgado | Giselle Delgado      | 0 – 3 | Luz Domínguez | 9–11, 2–11, 4–11 |
| Ana María Pinto | Ana María Pinto      | 0 – 3 | Diana García  | 2–11, 5–11, 5–11 |
|                 |                      |       |               |                  |
|                 |                      |       |               |                  |
|                 |                      |       |               |                  |

### Final
| 5 de novembro 10:00 Relatório | Estados Unidos USA | 2 – 0 | CAN Canadá |  |

|                 | Partidas individuais |       |                 |                  |
| Olivia Fiechter | Olivia Fiechter      | 3 – 0 | Nicole Bunyan   | 11–7, 11–3, 11–7 |
| Amanda Sobhy    | Amanda Sobhy         | 3 – 0 | Hollie Naughton | 11–8, 11–8, 11–8 |
|                 |                      |       |                 |                  |
|                 |                      |       |                 |                  |
|                 |                      |       |                 |                  |